# Sarcocheilichthys kiangsiensis
Sarcocheilichthys kiangsiensis är en fiskart som beskrevs av Nichols, 1930. Sarcocheilichthys kiangsiensis ingår i släktet Sarcocheilichthys och familjen karpfiskar. Inga underarter finns listade i Catalogue of Life.